# Prinsessan Irene av Nederländerna
Prinsessan Irene av Nederländerna (Irene Emma Elisabeth), född 5 augusti 1939 på Soestdijk, Baarn, som andra dotter till den blivande drottning Juliana av Nederländerna och hennes make prins Bernhard.
Den 29 april 1964 gifte sig Irene med prins Carlos Hugo av Bourbon-Parma, mot drottning Julianas vilja. Före äktenskapet hade Irene konverterat från kalvinist till katolik, och därmed förlorade hon arvsrätten till den nederländska tronen.
Irene och Carlos Hugo var länge barnlösa, men 1970 föddes deras äldste son, prins Carlos. 1972 föddes tvillingarna Jaime och Margarita, och 1974 föddes prinsparets yngsta dotter, prinsessan Maria Carolina. 1981 slutade Irenes och Carlos Hugos äktenskap med skilsmässa. Numera föredrar prinsessan Irene att kalla sig för Irene van Lippe-Biesterfeld. Sedan skilsmässan har hon varit förespråkare för vänsteråsikter inklusive antikärnvapenlampanjer, och utvecklat en panteistisk filosofi om förhållandet mellan människan och naturen.[källa behövs]

## Barndom och familj
Prinsessan föddes den 5 augusti 1939 på slottet Soestdijk. Vid tiden för hennes födelse var faran för krig överhängande men då hennes föräldrar hoppades på en fredlig lösning valde de att döpa sin nya dotter efter Eirene, fredens gudinna inom grekisk mytologi. Hon har tre systrar, varav den äldsta är den före detta drottningen av Nederländerna, prinsessan Beatrix av Nederländerna; de två yngre är prinsessan Margriet och den avlidna prinsessan Christina.
På grund av Nazitysklands invasion under Andra världskriget flydde den holländska kungafamiljen först till Storbritannien. Irene var knappt ett år när familjen tvingades lämna Nederländerna; hon döptes i slottskapellet till Buckingham Palace i London med bland annat drottning Elizabeth som gudmor. När familjen lämnade Nederländerna blev hamnen där de steg ombord på det brittiska krigsfartyget bombad: en av de tyska bomberna exploderade knappt 200 meter från familjen. Irene lades i en gassäker barnvagn för att skydda henne från kemiska vapen.

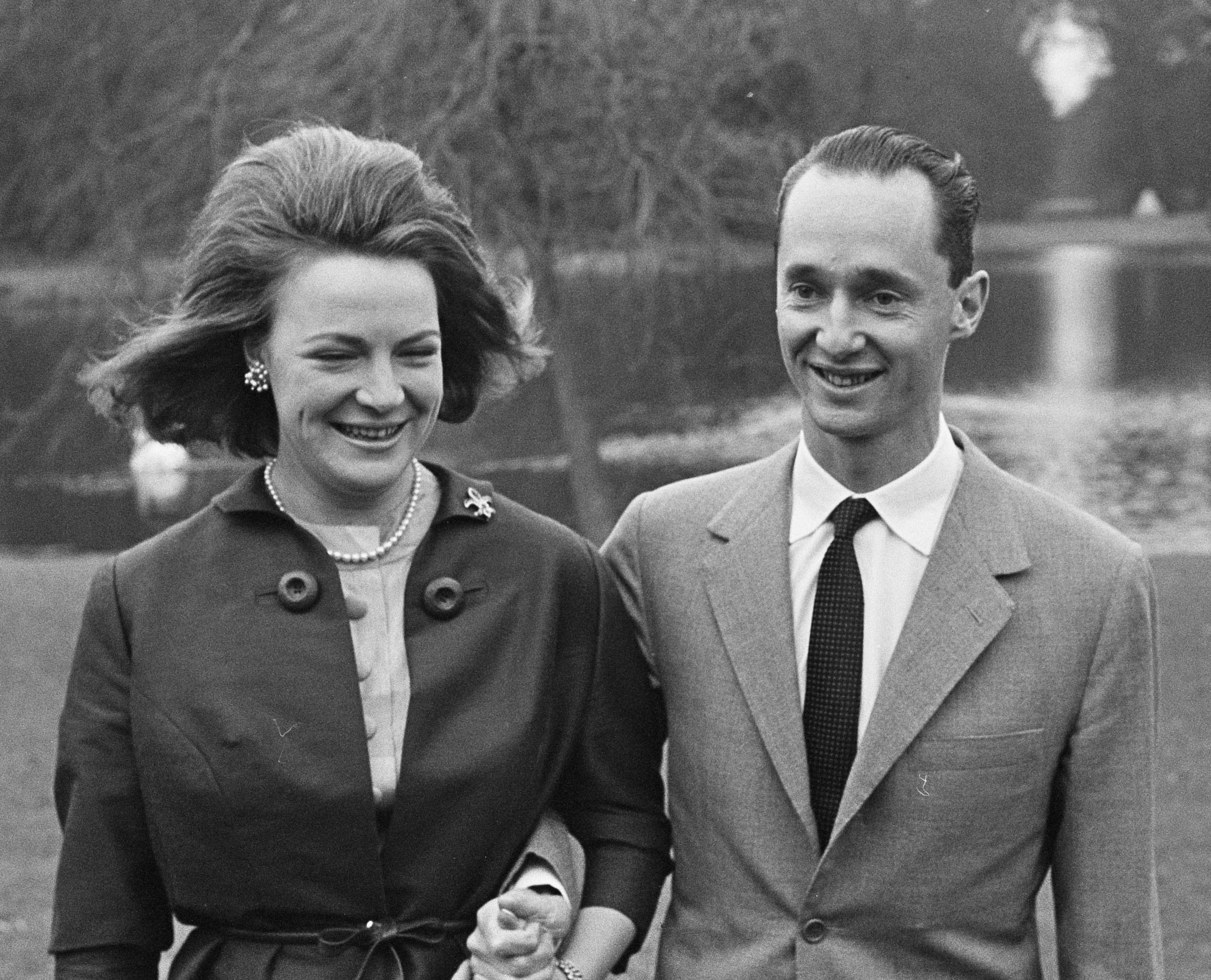
Prinsessan Irene med blivande maken prins Carlos Hugo av Bourbon-Parma 1964.

När blitzen började i London flydde prinsessan Juliana och döttrarna återigen, denna gång till Ottawa i Kanada, där hennes yngre syster Margriet föddes och där Irene gick i Rockcliffe Park Public School. Som tonåring kallade den holländska pressen henne för "Nederländernas glamourprinsessa". Under kriget uppkallades "Kungliga Nederländska Motorinfanteribrigaden" (holländska motståndssoldater som slogs tillsammans med de allierade) efter prinsessan Irene. Efter kriget fick de namnet "Prinsessan Irenes regemente".
1962 var hon brudtärna vid bröllopet mellan prins Juan Carlos av Spanien och prinsessan Sofia av Grekland.
Prinsessan Irene studerade vid Universitetet i Utrecht, varpå hon for till Madrid för att lära sig spanska och blev skicklig nog för att fungera som en officiell tolk.

## Bröllopkontrovers

### Konvertering till katolicism
Under studierna i Madrid mötte hon Carlos Hugo av Bourbon-Parma, äldste son till carlisternas tronpretendent till den spanska kronan, Xavier. Sommaren 1963 konverterade prinsessan Irene i hemlighet från protestantismen till Romersk-katolska kyrkan. Första gången som allmänheten eller den kungliga familjen fick höra talas om konverteringen var när ett fotografi förekom på framsidan av en av Amsterdams tidningar visande prinsessan på knä för att mottaga nattvard vid en mässa i i det romersk-katolska klostret Los Jerónimos i Madrid.  Irenes konvertering skedde ett år före förlovningens eklaterande, men den kungliga familjen tillkännagav inte nyheten offentligt förrän i januari 1964. När nyheten läckte ut att hon var förlovad med prins Carlos Hugo (född 1930) orsakade det ett protestantiskt ramaskri och en konstitutionell kris.
Nederländsk lag förbjöd inte en katolik att regera över Nederländerna, även om protestantisk tronföljdsordning var det traditionella allt sedan Nederländska frihetskriget (1568–1648) mot Spanien och mordet på Vilhelm I av Oranien 1584 av en anhängare till Filip II av Spanien, som ansåg att Vilhelm hade förrått den spanske kungen och katolska kyrkan. I mitten av 1900-talet hade de religiösa spänningarna börjat mildras, men endast lite. Medan medlemmar av den romersk-katolska kyrkan stod för ca 34% av Nederländernas invånarantal och katolska politiska partier hade befunnits i regeringskoalitioner sedan 1918, var det höga födelseantalet bland katoliker en fråga av stor vikt för alla icke-katoliker.
Aktuella minnen av Francisco Francos samröre med fascism förstärkte krisfrågan om en kunglig konvertering till katolicism och ett äktenskap utan godkännande från parlamentet. Att prinsessan Irene, som var nummer två i tronföljden, inte bara konverterade till katolicism utan även skulle gifta sig med en påstådd Francosympatisör orsakade chock och bestörtning i Nederländerna. När prinsessan Irene lämnade Nederländerna, för att förenas med prins Carlos Hugo i Paris efter eklateringen, ringdes ett anonymt hot in till KLM med orden: "Ni borde undersöka planet". Telefonsamtalet antogs vara ett bombhot och planet söktes igenom, vilket orsakade en timmes försening. Det var första gången som något hot hade riktats mot den kungliga familjen och deras flygresor.
Drottning Juliana försökte stoppa bröllopet, först genom att skicka en av sina hovfunktionärer till Madrid för att övertala prinsessan att inte fullfölja ett äktenskap som skulle innebära politisk katastrof för monarkin i Nederländerna. Det såg ut att lyckas och drottningen gick ut i holländsk radio och tillkännagav att prinsessan Irene hade brutit förlovningen och var på väg tillbaka till Nederländerna. När flygplanet anlände till Amsterdam-Schiphols flygplats var inte prinsessan ombord  på det, och drottning Juliana och hennes make prins Bernhard försågs med ett holländskt militärplan för att åka till Spanien och hämta sin dotter. Men ett budskap överlämnades till drottningen från det nederländska parlamentet med varningen att de mangrant skulle avgå om hon satte sin fot i Spanien. Det sades att prinsessan Irene var en spelpjäs i general Francos hand i försöket att maximera händelsen till sin fördel.
Med fakta i ryggen att en monark av Huset Oranien aldrig någonsin hade besökt Spanien, hade drottningen inget annat val än att vända tillbaka. Prins Bernhard for till Madrid för att träffa sin dotter och hennes fästman, vilka båda följde med honom tillbaka till Nederländerna, där ett omedelbart möte ägde rum med paret, drottningen, premiärministern Marijnen, själv en romersk katolik, och tre höga regeringsministrar. När mötet tog slut tidigt på morgonen söndagen den 9 februari 1964, så avbröt holländsk radio sin sedvanliga sabbatstystnad och tillkännagav att prinsessan Irene skulle avsäga sig alla anspråk på tronen så hon kunde gifta sig med Carlos Hugo. Vidare fastslog prinsessan att hon inte ville att regeringen skulle skapa en lag som gav äktenskapet sitt samtycke. I ett försök att vinna över folket på sin sida tillkännagav prinsessan offentligt att hennes kommande äktenskap var tänkt att göra slut på religiös intolerans. Detta klöv den allmänna opinionen, då mindre än 40% av landets invånare var katoliker. Under de kommande veckorna förvärrades saker och ting ytterligare när påven Paulus VI beviljade en audiens på anmoden av paret i Rom. Vatikanen trodde att mötet var godkänt av den kungliga familjen. Drottningen förnekade till en början att ett sådant möte hade ägt rum, men ändrade sig sedan. På grund av att konstitutionen förbjöd medlemmar av kungafamiljen från all inblandning i utrikespolitik, distanserade sig prinsessan från praktiskt taget varje holländsk medborgare då ett fotografi dök upp i holländsk press som visade henne på ett carlistmöte i Spanien och hon deklarerade att hon stödde sin fästmans politiska mål. Den holländska regeringen tillkännagav offentligt den 10 april 1964 att de inte var ansvariga för prinsessan Irenes ord eller handlingar i fortsättningen. Det var svar på prinsessans deklaration den 8 april 1964 att gå med i Carlos Hugos politiska kampanj att återta den spanska tronen.

### Bröllop
Ingen från det holländska kungahuset eller någon representant från Nederländerna närvarade vid bröllopet mellan prinsessan Irene och prins Carlos Hugo den 29 april 1964 i basilikan Santa Maria Maggiore i Rom. Det var heller ingen representant från Francos regering närvarande vid ceremonin. Paret valde Rom som bröllopsplats på grund av dess neutralitet.

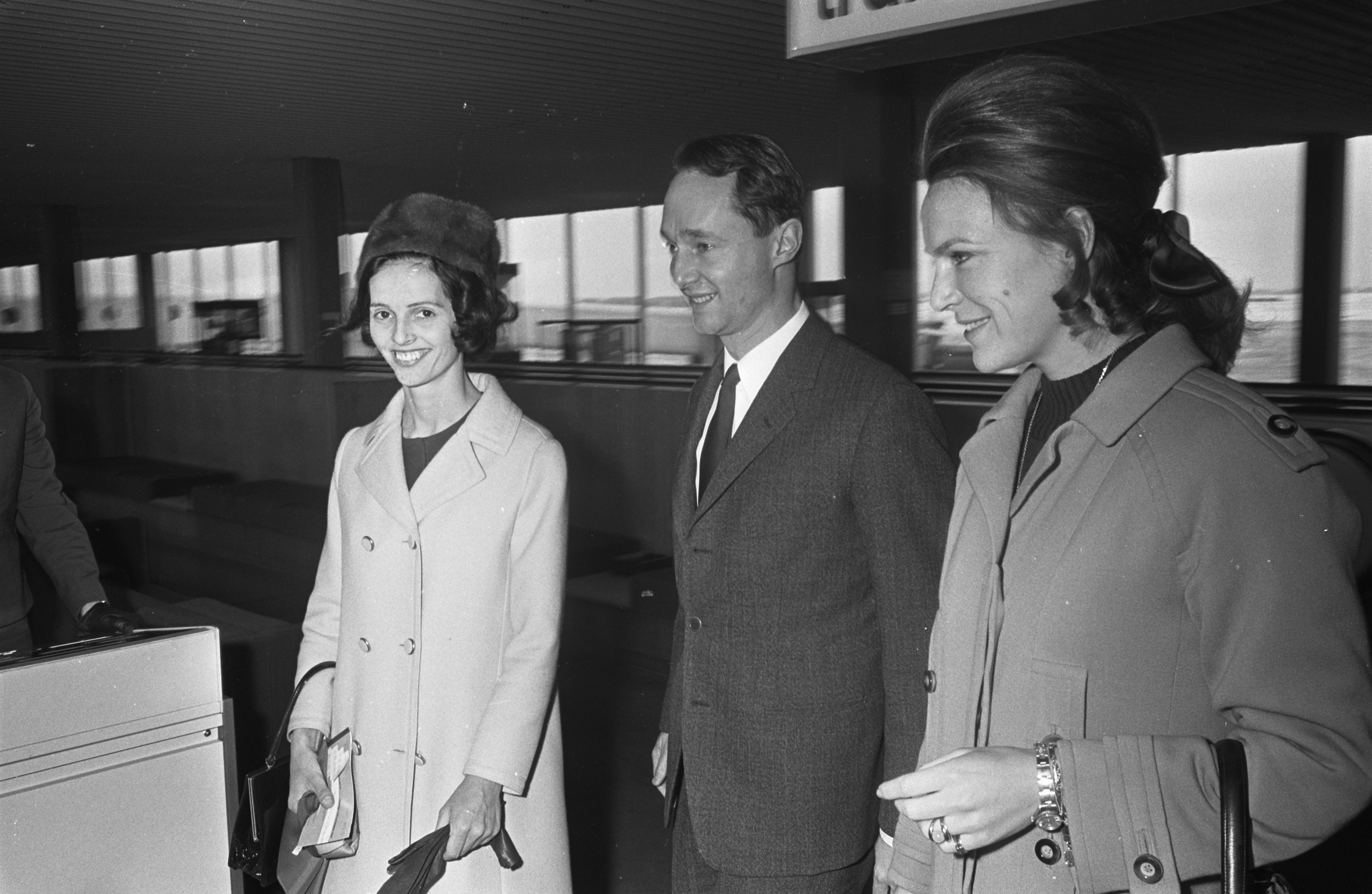
Prinsessan Irene (höger) med sin make och svägerska prinsessan Cécile 1968

Holländsk television bevakade bröllopet och Irenes familj kunde se ceremonin på TV, även om ödet konspirerade i form av ett strömavbrott som gjorde att slutet på sändningen försvann. Den holländska kungafamiljen samlades hemma hos prins Bernhards mor Armgard av Sierstorpff-Cramm för att se sändningen. Prinsessan Armgard hade också konverterat till katolicism liksom sin sondotter, men beslöt att inte närvara vid bröllopet. Irene och hennes mor samtalade i telefon innan hon for till basilikan. Farhågor från regeringen att kungafamiljens närvaro vid bröllopet kunde ses som ett godkännande av spansk politik gjorde det omöjligt för familjen att göra annat. Den holländska regeringen hade också lagt in sitt veto mot möjligheten att hålla bröllopet i Nederländerna. Det sades att påven Paulus VI hade ombetts att officiera vid bröllopet men tackat nej, i alla fall sände han brudparet sina välsignelser före ceremonin. Han tog emot de nygifta vid en privat audiens i Vatikanen efter bröllopet. Då prinsessan Irene hade försummat att erhålla ett godkännande från generalstaterna om att gifta sig, miste hon sin plats i tronföljden. Hon gick med på att hon skulle bosätta sig utanför Nederländerna. I ett försök att mildra konflikten mellan kungafamiljen och regeringen bjöd drottning Juliana in premiärminister Marijnen till sin födelsedag på slottet dagen efter Irenes bröllop.
1968 förtalades prinsessan Irene av västtysk skvallerpress. En tidning skrev att prinsessan hade genomgått en abort med föräldrarnas samtycke innan hon gifte sig. Prins Bernhard stämde tidningen för att rentvå dotterns namn. Domstolen dömde till prinsessans fördel och ålade tidningen att betala skadestånd och publicera en offentlig ursäkt.
Efter bröllopet var Irene mycket aktiv i sin makes högerpolitiska kampanjer, men med tiden svängde de från högerextremism till vänstersympatier och blev del av det internationella jet-set-livet. 1977 utvisades Irene från Spanien på grund av hennes politiska åsikter; hennes make blev också förvisad från landet av samma orsak. Prins Carlos tilläts att återvända senare samma år, men prinsessan Irene fick inte tillåtelse att återvända till landet förrän i april 1978. Prinsen, som var huvudman för huset Bourbon-Parma, blev spansk medborgare 1979. Paret fick fyra barn, men äktenskapet slutade med skilsmässa 1981.
Efter att ha varit gift med hertigen av Parma är hon den enda av sina systrar vars make var av prinslig status. Hennes yngre syster prinsessan Christina avsade sig senare sina tronanspråk när hon gifte sig med Jorge Guillermo, en USA-medborgare född på Kuba och katolik.

## Efter skilsmässan
1980 återvände Irene och hennes barn för att leva i Nederländerna, först på slottet Soestdijk. Hon blev delaktig i olika personlighetsutvecklingsföretag. 1981 flyttade hon och barnen till ett eget hus på andra sidan gatan från slottet, där Irene utförde traditionella hushållssysslor som matinköp. 1983 och 1985 uttalade hon sig emot ytterligare placering av NATO-missiler vid ett stort antikärnkraftsmöte i Haag och i ett brev till tidningen De Volkskrant. Hennes kontakter med naturen, vilket hon säger att hon har känt sedan barndomen, intensifierades och 1995 gav hon ut boken Dialog med naturen. Boken skisserade hennes filosofi att människan är alienerad från naturvärlden, men holländska medier fäste sig mest vid passager om samtal hon hade haft med träd och delfiner.
1999 förvärvade prinsessan Irene en bondgård nära Nieu-Bethesda i Sydafrika och gjorde det till en fristad. 2001 hjälpte hon till att etablera NatuurCollege i Nederländerna. Hon är också grundare av NatureWise, en organisation som låter grundskolebarn komma i kontakt med naturen. Prinsessan är hedersmedlem i Club of Budapest.

## Barn
Carlos Hugo och prinsessan Irene fick fyra barn:
| Namn                                      | Född            | Gift                                                                         | Partner                         | Barn |
| ----------------------------------------- | --------------- | ---------------------------------------------------------------------------- | ------------------------------- | --- |
| Prins Carlos, hertig av Parma             | 27 januari 1970 | Ogift                                                                        | Brigitte Klynstra               | Carlos Hugo Klynstra senare Prins Carlos Hugo                                                                     |
| Prins Carlos, hertig av Parma             | 27 januari 1970 | 12 juni 2010 (civil) 20 november 2010 (religiös)                             | Annemarie Gualthérie van Weezel | Prinsessan Luisa, markisinna av Castell'Arquato Prinsessan Cecilia, grevinna av Barceto Carlos, prins av Piacenza |
| Prinsessan Margarita, grevinna av Colorno | 13 oktober 1972 | 19 juni 2001 (civil) 22 september 2001 (religiös) Skilsmässa 8 november 2006 | Edwin de Roy van Zuydewijn      | |
| Prinsessan Margarita, grevinna av Colorno | 13 oktober 1972 | 3 maj 2008 (civil)                                                           | Tjalling ten Cate               | Julia ten Cate Paola ten Cate                                                                                     |
| Prins Jaime, greve av Bardi               | 13 oktober 1972 | 3 oktober 2013 (civil) 5 oktober 2013 (religiös)                             | Viktória Cservenyák             | Prinsessan Zita av Bourbon-Parma Prinsessan Gloria av Bourbon-Parma                                               |
| Prinsessan Carolina, markisinna av Sala   | 23 juni 1974    | 21 april 2012 (civil) 16 juni 2012 (religiös)                                | Albert Brenninkmeijer           | Alaïa-Maria Brenninkmeijer Xavier Brenninkmeijer                                                                  |

## Anfäder
|                  |  |  |  |  |  |  |  |                               |  |  |  |  |  |  |  |                                |  |  |  |  |  |  |  | Ernst av Lippe-Biesterfeld               |
|                  |  |  |  |  |  |  |  |                               |  |  |  |  |  |  |  |                                |  |  |  |  |  |  |  |                                          |
|                  |  |  |  |  |  |  |  |                               |  |  |  |  |  |  |  | Bernhard av Lippe-Biesterfeld  |  |  |  |  |  |  |  |                                          |
|                  |  |  |  |  |  |  |  |                               |  |  |  |  |  |  |  |                                |  |  |  |  |  |  |  |                                          |
|                  |  |  |  |  |  |  |  |                               |  |  |  |  |  |  |  |                                |  |  |  |  |  |  |  | Caroline von Wartensleben                |
|                  |  |  |  |  |  |  |  |                               |  |  |  |  |  |  |  |                                |  |  |  |  |  |  |  |                                          |
|                  |  |  |  |  |  |  |  | Bernhard av Lippe-Biesterfeld |  |  |  |  |  |  |  |                                |  |  |  |  |  |  |  |                                          |
|                  |  |  |  |  |  |  |  |                               |  |  |  |  |  |  |  |                                |  |  |  |  |  |  |  |                                          |
|                  |  |  |  |  |  |  |  |                               |  |  |  |  |  |  |  |                                |  |  |  |  |  |  |  | Aschwin von Cramm                        |
|                  |  |  |  |  |  |  |  |                               |  |  |  |  |  |  |  |                                |  |  |  |  |  |  |  |                                          |
|                  |  |  |  |  |  |  |  |                               |  |  |  |  |  |  |  | Armgard von Cramm              |  |  |  |  |  |  |  |                                          |
|                  |  |  |  |  |  |  |  |                               |  |  |  |  |  |  |  |                                |  |  |  |  |  |  |  |                                          |
|                  |  |  |  |  |  |  |  |                               |  |  |  |  |  |  |  |                                |  |  |  |  |  |  |  | Hedwig von Sierstorpff                   |
|                  |  |  |  |  |  |  |  |                               |  |  |  |  |  |  |  |                                |  |  |  |  |  |  |  |                                          |
| Prinsessan Irene |  |  |  |  |  |  |  |                               |  |  |  |  |  |  |  |                                |  |  |  |  |  |  |  |                                          |
|                  |  |  |  |  |  |  |  |                               |  |  |  |  |  |  |  |                                |  |  |  |  |  |  |  | Fredrik Frans II av Mecklenburg-Schwerin |
|                  |  |  |  |  |  |  |  |                               |  |  |  |  |  |  |  |                                |  |  |  |  |  |  |  |                                          |
|                  |  |  |  |  |  |  |  |                               |  |  |  |  |  |  |  | Henrik av Mecklenburg-Schwerin |  |  |  |  |  |  |  |                                          |
|                  |  |  |  |  |  |  |  |                               |  |  |  |  |  |  |  |                                |  |  |  |  |  |  |  |                                          |
|                  |  |  |  |  |  |  |  |                               |  |  |  |  |  |  |  |                                |  |  |  |  |  |  |  | Marie av Schwartzburg-Rudolstadt         |
|                  |  |  |  |  |  |  |  |                               |  |  |  |  |  |  |  |                                |  |  |  |  |  |  |  |                                          |
|                  |  |  |  |  |  |  |  | Juliana av Nederländerna      |  |  |  |  |  |  |  |                                |  |  |  |  |  |  |  |                                          |
|                  |  |  |  |  |  |  |  |                               |  |  |  |  |  |  |  |                                |  |  |  |  |  |  |  |                                          |
|                  |  |  |  |  |  |  |  |                               |  |  |  |  |  |  |  |                                |  |  |  |  |  |  |  | Vilhelm III av Nederländerna             |
|                  |  |  |  |  |  |  |  |                               |  |  |  |  |  |  |  |                                |  |  |  |  |  |  |  |                                          |
|                  |  |  |  |  |  |  |  |                               |  |  |  |  |  |  |  | Vilhelmina av Nederländerna    |  |  |  |  |  |  |  |                                          |
|                  |  |  |  |  |  |  |  |                               |  |  |  |  |  |  |  |                                |  |  |  |  |  |  |  |                                          |
|                  |  |  |  |  |  |  |  |                               |  |  |  |  |  |  |  |                                |  |  |  |  |  |  |  | Emma av Waldeck-Pyrmont                  |
|                  |  |  |  |  |  |  |  |                               |  |  |  |  |  |  |  |                                |  |  |  |  |  |  |  |                                          |